# レオ・アフリカヌス
レオ・アフリカヌス（Leo Africanus，1485年? - 1555年?）の名前で知られるハッサン・アル＝ワッザーンは、全名をアル＝ハッサン・ブン・ムハンマド・ル＝ザイヤーティー・アル＝ファースィー・アル＝ワッザーン（al-Hasan ibn Muhammad al-Zayyātī al-Fāsī al-Wazzān, حسن  ابن محمد الوزان الفاسي）といい、ムーア人の旅行家、地理学者である。“レオ”はローマ教皇レオ10世から与えられた名で、“アフリカヌス”は通称にあたる。

## 来歴

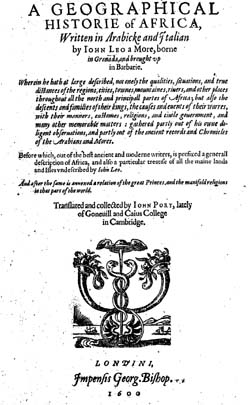
1600年の英語版『アフリカ誌』

1489年から1495年の間に、スペインのナスル朝の首都グラナダのアラブ系イスラーム教徒の家庭に生まれる。1492年のレコンキスタによるグラナダ陥落後、家族とモロッコのフェズに移住し、叔父から教育を受け17歳で伴われて1509年から1513年にかけてソンガイ帝国を訪れた。数年後、再びこの地を訪れエジプトまで旅をした。1518年ごろトルコ旅行の帰途、シチリアのジェルバ島の近くで海賊に捕えられる。ローマに送られて教皇レオ10世に献上され、洗礼名としてヨハンネス・レオを与えれられて教皇に仕えるようになり、キリスト教に改宗した。しかし教皇の死後はチュニジアに行き、再びイスラム教徒に戻ったといわれるが、晩年は謎が多い。
16世紀初めサハラの南を含む北アフリカ全域を旅し、その見聞を口述筆記による見聞録『海と陸の旅（航海と旅について）』にまとめた。この本は1550年にヴェネツィア共和国でイタリア語で出版されて反響を呼び、のちに『アフリカ誌』と改題されて1556年フランス語とラテン語に翻訳され、1600年には英語に翻訳された。16世紀末までにほぼヨーロッパ全域で読まれるようになり、ヨーロッパにおいて黄金の国マリの風評が広まり、トンブクトゥを黄金郷とする伝説がつくり出され、その伝説は19世紀まで存続するほどであった。この全9巻よりなる大著『アフリカ誌』は長いあいだ、ヨーロッパ人がイスラーム世界のアフリカを知るための最も貴重な手掛りであった。